# La Chatte métamorphosée en femme (film, 1910)
Pour les articles homonymes, voir La Chatte métamorphosée en femme.
Pour plus de détails, voir Fiche technique et Distribution.
La Chatte métamorphosée en femme est un film français réalisé par Michel Carré, sorti en 1910.

## Fiche technique
- Titre : La Chatte métamorphosée en femme
- Réalisation : Michel Carré
- Scénario : d'après la fable d'Ésope La Chatte et Aphrodite et celle de Jean de La Fontaine La Chatte métamorphosée en femme
- Adaptation : Michel Carré
- Photographie :
- Montage :
- Producteur :
- Société de production : Société cinématographique des auteurs et gens de lettres (S.C.A.G.L)
- Société de distribution :  Pathé Frères
- Pays d'origine :  France
- Langue : film muet avec les intertitres en français
- Format : Noir et blanc — 35 mm — 1,33:1 — Muet
- Métrage : 195 mètres dont 172 en couleurs
- Genre : Film dramatique
- Durée : 6 minutes et 30 secondes
- Numéro de catalogue Pathé : 3604
- Dates de sortie :
  -  France : 14 octobre 1910

## Distribution
- Albert Barré : Andras
- Amélie Diéterle : Kato
- Carlos Avril
- Alice Clairville
- Marguerite Dufay
- René Hervil
- Émile Mylo
- Henriette Leblond
- Madeleine Fromet
- Madeleine Lyrisse
- Arlette Symiane
- Lucienne Debry
- Madame Cassagne
- Javert
- Hillairet
- Chalange
- Manville
- L'Host
- Madame de Trémerenc
- Madame MacLean
- Tauffenberger fils